# Église Saint-Saire de Saint-Saire
L'église Saint-Saire est une église catholique située à Saint-Saire, en France.

## Localisation
L'église est située à Saint-Saire, commune du département français de la Seine-Maritime. 

## Historique
Saint Saire serait à l'origine d'un monastère au VIIe siècle détruit lors des invasions normandes.
L'église est bâtie au XIIe siècle. La cure est sous le patronage de l'abbaye de Beaubec-la-Rosière au début du XIIIe siècle.
Le clocher est daté du XIIIe siècle même si sa toiture est datée du XVIIe siècle.
L'église obtient ses dimensions au XVIIe siècle,. La chapelle Notre-Dame-de-Liesse, dans le croisillon nord du transept, est datée de 1682.
Un incendie endommage le chœur en 1866-1867.
L'édifice est inscrit au titre des monuments historiques par arrêté du 30 août 2000.
Des travaux importants sont menés après 2008 en particulier pour la charpente et la couverture, aidés par l'association pour la sauvegarde de l'art français pour une somme de 20 000 €.

## Description
L'église est en grès ferrugineux. Elle mesure 30 m sur 7 m.
Elle conserve des pavés et des gueules de dragons sur les sommiers.
Le portail conserve un décor roman.
L'édifice conserve des boiseries Renaissance, des statues, des vestiges de vitraux anciens ainsi que ceux d'une litre funéraire.